# ويليام ماكنامارا
ويليام ماكنامارا (بالإنجليزية: William McNamara)‏ هو ممثل أمريكي، ولد في 31 مارس 1965 بدالاس في الولايات المتحدة.

## وصلات خارجية
- ويليام ماكنامارا على موقع IMDb (الإنجليزية)
- ويليام ماكنامارا على موقع ألو سيني (الفرنسية)
- ويليام ماكنامارا على موقع أول موفي (الإنجليزية)
- ويليام ماكنامارا على موقع قاعدة بيانات الأفلام السويدية (السويدية)
- ويليام ماكنامارا على موقع إن إن دي بي (الإنجليزية)
- ويليام ماكنامارا على موقع قاعدة بيانات الفيلم (الإنجليزية)
- ويليام ماكنامارا على موقع كينوبويسك (الروسية)